# Daaden
Daaden település Németországban, Rajna-vidék-Pfalz tartományban. Lakosainak száma 4223 fő (2023. december 31.).

## Népesség
A település népességének változása:
| Lakosok száma | 4629 | 4202 | 4225 | 4244 | 4199 | 4225 | 4223 |
|               | 1975 | 2015 | 2017 | 2019 | 2021 | 2022 | 2023 |